# Карла Дель Поджо
Карла Дель Поджо (італ. Carla Del Poggio; 2 грудня 1925, Неаполь — 14 жовтня 2010, Рим) — відома італійська акторка.

## Біографія
Справжнє ім'я та прізвище — Марія Луїджі Аттанасіо (італ. Maria Luigia Attanasio). Батько, Уго Аттанасіо — полковник, після відставки з кінця 40-х років був актором, знімався в 50-ті роки в декількох фільмах зі своєю дочкою. Після закінчення школи, вивчала іноземні мови і відвідувала уроки сучасного танцю і ритміки. Закінчила Експериментальний центр кінематографії в Римі. З 1946 року — на театральній сцені. З успіхом грала в спектаклях за творами Оскара Уайльда, Альберто Моравіа, Едуардо Де Філіппо.
Дебютувала у головній ролі Мадалена Ленці в драмі режисера Вітторіо Де Сіка «Маддалена, нуль за поведінку» (1940). Ім'я акторки було нерозривно пов'язано з італійським неореалізмом. У 1945 році вийшла заміж за відомого кінорежисера Альберто Латтуада, у фільмах якого виконала свої найкращі ролі — Марія в «Бандитах» (1947), Анжела в стрічці «Без жалю» (1948), Берта в екранізації роману Р. Баккеллі «Млин на По» (1949), Ліліана Антонеллі у фільмі Федеріко Фелліні і Альберто Латтуада «Вогні вар'єте» (1950).
Карла Дель Поджо знімалася у фільмах видатних кінорежисерів — Луїджі Дзампа, Маріо Камеріні, Джузеппе Де Сантіса, П'єтро Джермі, Федеріко Фелліні. Остання поява на великому екрані відбулася у фільмі Хуго Фрегонесе «Мандрівники/I Girovaghi» (1956). До 1967 року — знімалася на ТБ.
Наприкінці 60-х років ухвалила рішення піти з кіно і театру, повністю присвятивши себе родині.
Влітку 2005 року помер чоловік акторки — Альберто Латтуада. Сама Карла Дель Поджо пішла з життя 14 жовтня 2010 року в Римі.

## Фільмографія
- 1940 — Маддалена, нуль за поведінку / Maddalena… zero in condotta
- 1950 — Вогні вар'єте